# Pablo Ribet-Buse
Pablo Ribet Buse (* 2003) ist ein deutscher Synchronsprecher.

## Leben
2014 war er die Stimme von Mason Evans als Kind in Boyhood. 2016 sprach er die Rolle des Mogli in der Realverfilmung des Filmes Das Dschungelbuch. 2017 lieh er dem Protagonisten des Disney-Filmes Coco - Lebendiger als das Leben Miguel seine Stimme.

## Synchronisation (Auswahl)

### Filme
- 2011: Happy Feet 2 als Erik
- 2012: The Amazing Spider-Man als Peter Parker (Kind)
- 2012: Bekas – Das Abenteuer von zwei Superhelden als Zana
- 2012: Niko 2 – Kleines Rentier, großer Held als Jonni
- 2013: Anna Karenina als Serjoscha
- 2013: Hangover 3 als Carlos
- 2013: Belle & Sebastian als Sébastien
- 2013: Die Monster Uni als Mike Glotzkowsky (Kind)
- 2013: Die Schlümpfe 2 als Blue
- 2014: The Amazing Spider-Man 2:  Rise of Electro als Peter Parker (Kind)
- 2014: Boyhood als Mason
- 2014: Der große Trip – Wild als Kyle
- 2014: Rio 2 – Dschungelfieber als Tiago
- 2015: Gespensterjäger - Auf eisiger Spur als Tom Tomsky
- 2015: Jurassic World als Gray
- 2015: Maggies Plan als Paul
- 2016: The Jungle Book als Mogli
- 2016: Kung Fu Panda 3 als Bao
- 2016: Assassin’s Creed als Cal (Kind)
- 2016: Bad Moms als Dylan
- 2017: Bad Moms 2 als Dylan
- 2017: Die Schöne und das Biest als Tassilo
- 2017: Coco – Lebendiger als das Leben! als Miguel

### Serien
- 2003–… Navy CIS als Luca
- 2012–2013 The Client List als Travis Parks
- 2012–… Weißt du eigentlich, wie lieb ich dich hab? als Kleiner brauner Hase